# Lista de Pokémon da geração III
Este artigo apenas destaca os assuntos básicos das espécies Pokémon. Para detalhes detalhados do universo, por favor consulte os wikis sobre o assunto.

Logotipo internacional da franquia Pokémon.

Na terceira geração (Geração III) da franquia Pokémon, foram adicionadas 135 criaturas fictícias introduzidas em 2002 no jogo de Game Boy Advance, Pokémon Ruby e Sapphire. Alguns Pokémon desta geração foram introduzidos em adaptações animadas da franquia antes de Ruby e Sapphire.
A lista a seguir descreve 135 Pokémon da Geração III na ordem numérica do Pokédex Nacional. O primeiro Pokémon, Treecko, numerado de 252  e o último, Deoxys, numerado de 386. 
Formulários alternativos que resultam em alterações de tipo são incluídos por conveniência. Mega evolução e formas regionais estão incluídas nas páginas da geração em que foram introduzidas.

## Design e desenvolvimento
A Nintendo Life observou em uma retrospectiva que a terceira geração de Pokémon tem uma "sensação" muito diferente das duas gerações anteriores, porque quase todos os seus 135 novos Pokémon - exceto Azurill e Wynaut – não têm relação com as das gerações anteriores. Diferente das duas primeiras gerações, dois dos Pokémon "iniciais" de Ruby e Sapphire ganham uma digitação secundária em sua forma final, dando a eles uma gama mais ampla de habilidades. Ruby e Sapphire apresentam dois "Pokémon míticos" – Jirachi e Deoxys – ambos ficaram disponíveis para coincidir com seus respectivos filmes de anime.
Pokémon Ruby e Sapphire aumentou significativamente a quantidade de Pokémon do tipo "Escuro" e "Aço" na série, pois apenas alguns Pokémon nas gerações anteriores usavam essas tipografias. Hardcore Gamer também observou que muitos dos novos Pokémon faziam uso de "digitação dupla", onde os Pokémon têm um tipo primário e um secundário; isso não era tão comum em Red e Blue ou Gold e Silver.

## Lista de Pokémon
| Nome em inglês            | Nome em japonês         | Número do Pokédex Nacional | Tipo      | Tipo       | Evoluem em                      | Primeira aparição           |
| Nome em inglês            | Nome em japonês         | Número do Pokédex Nacional | Primário  | Secundário | Evoluem em                      | Primeira aparição           |
| ------------------------- | ----------------------- | -------------------------- | --------- | ---------- | ------------------------------- | --------------------------- |
| Treecko                   | Kimori                  | 252                        | Planta    | Planta     | Grovyle (#253)                  | Ruby e Sapphire             |
| Grovyle                   | Juptile                 | 253                        | Planta    | Planta     | Sceptile (#254)                 | Ruby e Sapphire             |
| Sceptile                  | Jukain                  | 254                        | Planta    | Planta     | Mega Evolução                   | Ruby e Sapphire             |
| Mega Sceptile             | Mega Jukain             | 254                        | Planta    | Dragão     | Não evoluem                     | Omega Ruby e Alpha Sapphire |
| Torchic                   | Achamo                  | 255                        | Fogo      | Fogo       | Combusken (#256)                | Ruby e Sapphire             |
| Combusken                 | Wakasyamo               | 256                        | Fogo      | Lutador    | Blaziken (#257)                 | Ruby e Sapphire             |
| Blaziken                  | Bursyamo                | 257                        | Fogo      | Lutador    | Mega Evolução                   | Ruby e Sapphire             |
| Mega Blaziken             | Mega Bursyamo           | 257                        | Fogo      | Lutador    | Não evoluem                     | X e Y                       |
| Mudkip                    | Mizugorou               | 258                        | Água      | Água       | Marshtomp (#259)                | Ruby e Sapphire             |
| Marshtomp                 | Numacraw                | 259                        | Água      | Terrestre  | Swampert (#260)                 | Ruby e Sapphire             |
| Swampert                  | Laglarge                | 260                        | Água      | Terrestre  | Mega Evolução                   | Ruby e Sapphire             |
| Mega Swampert             | Mega Laglarge           | 260                        | Água      | Terrestre  | Não evoluem                     | Omega Ruby e Alpha Sapphire |
| Poochyena                 | Pochiena                | 261                        | Noturno   | Noturno    | Mightyena (#262)                | Ruby e Sapphire             |
| Mightyena                 | Graena                  | 262                        | Noturno   | Noturno    | Não evoluem                     | Ruby e Sapphire             |
| Zigzagoon                 | Jiguzaguma              | 263                        | Normal    | Normal     | Linoone (#264)                  | Ruby e Sapphire             |
| Linoone                   | Massuguma               | 264                        | Normal    | Normal     | Obstagoon (#862)                | Ruby e Sapphire             |
| Wurmple                   | Kemusso                 | 265                        | Inseto    | Inseto     | Silcoon (#266) Cascoon (#268)   | Ruby e Sapphire             |
| Silcoon                   | Karasalis               | 266                        | Inesto    | Inesto     | Beautifly (#267)                | Ruby e Sapphire             |
| Beautifly                 | Agehunt                 | 267                        | Inseto    | Voador     | Não evoluem                     | Ruby e Sapphire             |
| Cascoon                   | Mayuld                  | 268                        | Inseto    | Inseto     | Dustox (#269)                   | Ruby e Sapphire             |
| Dustox                    | Dokucale                | 269                        | Inseto    | Venenoso   | Não evoluem                     | Ruby e Sapphire             |
| Lotad                     | Hassboh                 | 270                        | Água      | Planta     | Lombre (#271)                   | Ruby e Sapphire             |
| Lombre                    | Hasubrero               | 271                        | Água      | Planta     | Ludicolo (#272)                 | Ruby e Sapphire             |
| Ludicolo                  | Runpappa                | 272                        | Água      | Planta     | Não evoluem                     | Ruby e Sapphire             |
| Seedot                    | Taneboh                 | 273                        | Planta    | Planta     | Nuzleaf (#274)                  | Ruby e Sapphire             |
| Nuzleaf                   | Konohana                | 274                        | Planta    | Noturno    | Shiftry (#275)                  | Ruby e Sapphire             |
| Shiftry                   | Dirteng                 | 275                        | Planta    | Noturno    | Não evoluem                     | Ruby e Sapphire             |
| Taillow                   | Subame                  | 276                        | Normal    | Voador     | Swellow (#277)                  | Ruby e Sapphire             |
| Swellow                   | Ohsubame                | 277                        | Normal    | Voador     | Não evoluem                     | Ruby e Sapphire             |
| Wingull                   | Camome                  | 278                        | Água      | Voador     | Pelipper (#279)                 | Ruby e Sapphire             |
| Pelipper                  | Pelipper                | 279                        | Água      | Voador     | Não evoluem                     | Ruby e Sapphire             |
| Ralts                     | Ralts                   | 280                        | Psíquico  | Fada       | Kirlia (#281)                   | Ruby e Sapphire             |
| Kirlia                    | Kirlia                  | 281                        | Psíquico  | Fada       | Gardevoir (#282) Gallade (#475) | Ruby e Sapphire             |
| Gardevoir                 | Sirnight                | 282                        | Psíquico  | Fada       | Mega Evolução                   | Ruby e Sapphire             |
| Mega Gardevoir            | Mega Sirnight           | 282                        | Psíquico  | Fada       | Não evoluem                     | X e Y                       |
| Surskit                   | Ametama                 | 283                        | Inseto    | Água       | Masquerain (#284)               | Ruby e Sapphire             |
| Masquerain                | Amemoth                 | 284                        | Inseto    | Voador     | Não evoluem                     | Ruby e Sapphire             |
| Shroomish                 | Kinococo                | 285                        | Planta    | Planta     | Breloom (#286)                  | Ruby e Sapphire             |
| Breloom                   | Kinogassa               | 286                        | Planta    | Lutador    | Não evoluem                     | Ruby e Sapphire             |
| Slakoth                   | Namakero                | 287                        | Normal    | Normal     | Vigoroth (#288)                 | Ruby e Sapphire             |
| Vigoroth                  | Yarukimono              | 288                        | Normal    | Normal     | Slaking (#289)                  | Ruby e Sapphire             |
| Slaking                   | Kekking                 | 289                        | Normal    | Normal     | Não evoluem                     | Ruby e Sapphire             |
| Nincada                   | Tutinin                 | 290                        | Inseto    | Terrestre  | Ninjask (#291) Shedinja (#292)  | Ruby e Sapphire             |
| Ninjask                   | Tekkanin                | 291                        | Inseto    | Voador     | Não evoluem                     | Ruby e Sapphire             |
| Shedinja                  | Nukenin                 | 292                        | Inseto    | Fantasma   | Não evoluem                     | Ruby e Sapphire             |
| Whismur                   | Gonyonyo                | 293                        | Normal    | Normal     | Loudred (#294)                  | Ruby e Sapphire             |
| Loudred                   | Dogohmb                 | 294                        | Normal    | Normal     | Exploud (#295)                  | Ruby e Sapphire             |
| Exploud                   | Bakuong                 | 295                        | Normal    | Normal     | Não evoluem                     | Ruby e Sapphire             |
| Makuhita                  | Makunoshita             | 296                        | Lutador   | Lutador    | Hariyama (#297)                 | Ruby e Sapphire             |
| Hariyama                  | Hariteyama              | 297                        | Lutador   | Lutador    | Não evoluem                     | Ruby e Sapphire             |
| Azurill                   | Ruriri                  | 298                        | Normal    | Fada       | Marill (#183)                   | Ruby e Sapphire             |
| Nosepass                  | Nosepass                | 299                        | Pedra     | Pedra      | Probopass (#476)                | Ruby e Sapphire             |
| Skitty                    | Eneco                   | 300                        | Normal    | Normal     | Delcatty (#301)                 | Ruby e Sapphire             |
| Delcatty                  | Enekororo               | 301                        | Normal    | Normal     | Não evoluem                     | Ruby e Sapphire             |
| Sableye                   | Yamirami                | 302                        | Noturno   | Fantasma   | Mega Evolução                   | Ruby e Sapphire             |
| Mega Sableye              | Mega Yamirami           | 302                        | Noturno   | Fantasma   | Não evoluem                     | Omega Ruby e Alpha Sapphire |
| Mawile                    | Kucheat                 | 303                        | Metálico  | Fada       | Mega Evolução                   | Ruby e Sapphire             |
| Mega Mawile               | Mega Kucheat            | 303                        | Metálico  | Fada       | Não evoluem                     | X e Y                       |
| Aron                      | Cokodora                | 304                        | Metálico  | Pedra      | Lairon (#305)                   | Ruby e Sapphire             |
| Lairon                    | Kodora                  | 305                        | Metálico  | Pedra      | Aggron (#306)                   | Ruby e Sapphire             |
| Aggron                    | Bossgodora              | 306                        | Metálico  | Pedra      | Mega Evolução                   | Ruby e Sapphire             |
| Mega Aggron               | Mega Bossgodora         | 306                        | Metálico  | Metálico   | Não evoluem                     | X e Y                       |
| Meditite                  | Asanan                  | 307                        | Lutador   | Psíquico   | Medicham (#308)                 | Ruby e Sapphire             |
| Medicham                  | Charem                  | 308                        | Lutador   | Psíquico   | Mega Evolução                   | Ruby e Sapphire             |
| Mega Medicham             | Mega Charem             | 308                        | Lutador   | Psíquico   | Não evoluem                     | X e Y                       |
| Electrike                 | Rakurai                 | 309                        | Elétrico  | Elétrico   | Manectric (#310)                | Ruby e Sapphire             |
| Manectric                 | Livolt                  | 310                        | Elétrico  | Elétrico   | Mega Evolução                   | Ruby e Sapphire             |
| Mega Manectric            | Mega Livolt             | 310                        | Elétrico  | Elétrico   | Não evoluem                     | X e Y                       |
| Plusle                    | Plusle/Prasle           | 311                        | Elétrico  | Elétrico   | Não evoluem                     | Ruby e Sapphire             |
| Minun                     | Minun                   | 312                        | Elétrico  | Elétrico   | Não evoluem                     | Ruby e Sapphire             |
| Volbeat                   | Barubeat                | 313                        | Inseto    | Inseto     | Não evoluem                     | Ruby e Sapphire             |
| Illumise                  | Illumise                | 314                        | Inseto    | Inseto     | Não evoluem                     | Ruby e Sapphire             |
| Roselia                   | Roselia                 | 315                        | Planta    | Venenoso   | Roserade (#407)                 | Ruby e Sapphire             |
| Gulpin                    | Gokulin                 | 316                        | Venenoso  | Venenoso   | Swalot (#317)                   | Ruby e Sapphire             |
| Swalot                    | Marunoom                | 317                        | Venenoso  | Venenoso   | Não evoluem                     | Ruby e Sapphire             |
| Carvanha                  | Kibanha                 | 318                        | Água      | Noturno    | Sharpedo (#319)                 | Ruby e Sapphire             |
| Sharpedo                  | Samehader               | 319                        | Água      | Noturno    | Mega Evolução                   | Ruby e Sapphire             |
| Mega Sharpedo             | Mega Samehader          | 319                        | Água      | Noturno    | Não evoluem                     | Omega Ruby e Alpha Sapphire |
| Wailmer                   | Hoeruko                 | 320                        | Água      | Água       | Wailord (#321)                  | Ruby e Sapphire             |
| Wailord                   | Whaloh                  | 321                        | Água      | Água       | Não evoluem                     | Ruby e Sapphire             |
| Numel                     | Donmel                  | 322                        | Fogo      | Terrestre  | Camerupt (#323)                 | Ruby e Sapphire             |
| Camerupt                  | Bakuuda                 | 323                        | Fogo      | Terrestre  | Mega Evolução                   | Ruby e Sapphire             |
| Mega Camerupt             | Mega Bakuuda            | 323                        | Fogo      | Terrestre  | Não evoluem                     | Omega Ruby e Alpha Sapphire |
| Torkoal                   | Cotoise                 | 324                        | Fogo      | Fogo       | Não evoluem                     | Ruby e Sapphire             |
| Spoink                    | Baneboo                 | 325                        | Psíquico  | Psíquico   | Grumpig (#326)                  | Ruby e Sapphire             |
| Grumpig                   | Boopig                  | 326                        | Psíquico  | Psíquico   | Não evoluem                     | Ruby e Sapphire             |
| Spinda                    | Patcheel                | 327                        | Normal    | Normal     | Não evoluem                     | Ruby e Sapphire             |
| Trapinch                  | Nuckrar                 | 328                        | Terrestre | Terrestre  | Vibrava (#329)                  | Ruby e Sapphire             |
| Vibrava                   | Vibrava                 | 329                        | Terrestre | Dragão     | Flygon (#330)                   | Ruby e Sapphire             |
| Flygon                    | Flygon                  | 330                        | Terrestre | Dragão     | Não evoluem                     | Ruby e Sapphire             |
| Cacnea                    | Sabonea                 | 331                        | Planta    | Planta     | Cacturne (#332)                 | Ruby e Sapphire             |
| Cacturne                  | Noctus                  | 332                        | Planta    | Noturno    | Não evoluem                     | Ruby e Sapphire             |
| Swablu                    | Tyltto                  | 333                        | Normal    | Voador     | Altaria (#334)                  | Ruby e Sapphire             |
| Altaria                   | Tyltalis                | 334                        | Dragão    | Voador     | Mega Evolução                   | Ruby e Sapphire             |
| Mega Altaria              | Mega Tyltalis           | 334                        | Dragão    | Fada       | Não evoluem                     | Omega Ruby e Alpha Sapphire |
| Zangoose                  | Zangoose                | 335                        | Normal    | Normal     | Não evoluem                     | Ruby e Sapphire             |
| Seviper                   | Habunake                | 336                        | Venenoso  | Venenoso   | Não evoluem                     | Ruby e Sapphire             |
| Lunatone                  | Lunatone                | 337                        | Pedra     | Psíquico   | Não evoluem                     | Ruby e Sapphire             |
| Solrock                   | Solrock                 | 338                        | Pedra     | Psíquico   | Não evoluem                     | Ruby e Sapphire             |
| Barboach                  | Dojoach                 | 339                        | Água      | Terrestre  | Whiscash (#340)                 | Ruby e Sapphire             |
| Whiscash                  | Namazun                 | 340                        | Água      | Terrestre  | Não evoluem                     | Ruby e Sapphire             |
| Corphish                  | Heigani                 | 341                        | Água      | Água       | Crawdaunt (#342)                | Ruby e Sapphire             |
| Crawdaunt                 | Shizariger              | 342                        | Água      | Noturno    | Não evoluem                     | Ruby e Sapphire             |
| Baltoy                    | Yajilon                 | 343                        | Terrestre | Psíquico   | Claydol (#344)                  | Ruby e Sapphire             |
| Claydol                   | Nendoll                 | 344                        | Terrestre | Psíquico   | Não evoluem                     | Ruby e Sapphire             |
| Lileep                    | Lilyla                  | 345                        | Pedra     | Planta     | Cradily (#346)                  | Ruby e Sapphire             |
| Cradily                   | Yuradle                 | 346                        | Pedra     | Planta     | Não evoluem                     | Ruby e Sapphire             |
| Anorith                   | Anopth                  | 347                        | Pedra     | Inseto     | Armaldo (#348)                  | Ruby e Sapphire             |
| Armaldo                   | Armaldo                 | 348                        | Pedra     | Inseto     | Não evoluem                     | Ruby e Sapphire             |
| Feebas                    | Hinbass                 | 349                        | Água      | Água       | Milotic (#350)                  | Ruby e Sapphire             |
| Milotic                   | Milokaross              | 350                        | Água      | Água       | Não evoluem                     | Ruby e Sapphire             |
| Castform                  | Powalen                 | 351                        | Vários    | Vários     | Não evoluem                     | Ruby e Sapphire             |
| Castform Forma Normal     | Powalen Form Powalen    | 351                        | Normal    | Normal     | Não evoluem                     | Ruby e Sapphire             |
| Castform Forma Ensolarada | Sun Form Powalen        | 351                        | Fogo      | Fogo       | Não evoluem                     | Ruby e Sapphire             |
| Castform Forma Chuvosa    | Rainwater Form Powalen  | 351                        | Água      | Água       | Não evoluem                     | Ruby e Sapphire             |
| Castform Forma Nevada     | Snow Cloud Form Powalen | 351                        | Gelo      | Gelo       | Não evoluem                     | Ruby e Sapphire             |
| Kecleon                   | Kakureon                | 352                        | Normal    | Normal     | Não evoluem                     | Ruby e Sapphire             |
| Shuppet                   | Kagebouzu               | 353                        | Fantasma  | Fantasma   | Banette (#354)                  | Ruby e Sapphire             |
| Banette                   | Juppeta                 | 354                        | Fantasma  | Fantasma   | Mega Evolução                   | Ruby e Sapphire             |
| Mega Banette              | Mega Juppeta            | 354                        | Fantasma  | Fantasma   | Não evoluem                     | X e Y                       |
| Duskull                   | Yomawaru                | 355                        | Fantasma  | Fantasma   | Dusclops (#356)                 | Ruby e Sapphire             |
| Dusclops                  | Samayouru               | 356                        | Fantasma  | Fantasma   | Dusknoir (#477)                 | Ruby e Sapphire             |
| Tropius                   | Tropius                 | 357                        | Planta    | Voador     | Não evoluem                     | Ruby e Sapphire             |
| Chimecho                  | Chirean                 | 358                        | Psíquico  | Psíquico   | Não evoluem                     | Ruby e Sapphire             |
| Absol                     | Absol                   | 359                        | Noturno   | Noturno    | Mega Evolução                   | Ruby e Sapphire             |
| Mega Absol                | Mega Absol              | 359                        | Noturno   | Noturno    | Não evoluem                     | X e Y                       |
| Wynaut                    | Sohnano                 | 360                        | Psíquico  | Psíquico   | Wobbuffet (#202)                | Ruby e Sapphire             |
| Snorunt                   | Yukiwarashi             | 361                        | Gelo      | Gelo       | Glalie (#362) Froslass (#478)   | Ruby e Sapphire             |
| Glalie                    | Onigohri                | 362                        | Gelo      | Gelo       | Mega Evolução                   | Ruby e Sapphire             |
| Mega Glalie               | Mega Onigohri           | 362                        | Gelo      | Gelo       | Não evoluem                     | Omega Ruby e Alpha Sapphire |
| Spheal                    | Tamazarashi             | 363                        | Gelo      | Água       | Sealeo (#364)                   | Ruby e Sapphire             |
| Sealeo                    | Todoggler               | 364                        | Gelo      | Água       | Walrein (#365)                  | Ruby e Sapphire             |
| Walrein                   | Todoseruga              | 365                        | Gelo      | Água       | Não evoluem                     | Ruby e Sapphire             |
| Clamperl                  | Pearlulu                | 366                        | Água      | Água       | Huntail (#367) Gorebyss (#368)  | Ruby e Sapphire             |
| Huntail                   | Huntail                 | 367                        | Água      | Água       | Não evoluem                     | Ruby e Sapphire             |
| Gorebyss                  | Sakurabyss              | 368                        | Água      | Água       | Não evoluem                     | Ruby e Sapphire             |
| Relicanth                 | Glanth                  | 369                        | Água      | Pedra      | Não evoluem                     | Ruby e Sapphire             |
| Luvdisc                   | Lovecus                 | 370                        | Água      | Água       | Não evoluem                     | Ruby e Sapphire             |
| Bagon                     | Tatsubay                | 371                        | Dragão    | Dragão     | Shelgon (#372)                  | Ruby e Sapphire             |
| Shelgon                   | Komoruu                 | 372                        | Dragão    | Dragão     | Salamence (#373)                | Ruby e Sapphire             |
| Salamence                 | Bohmander               | 373                        | Dragão    | Voador     | Mega Evolução                   | Ruby e Sapphire             |
| Mega Salamence            | Mega Bohmander          | 373                        | Dragão    | Voador     | Não evoluem                     | Omega Ruby e Alpha Sapphire |
| Beldum                    | Dumbber                 | 374                        | Metálico  | Psíquico   | Metang (#375)                   | Ruby e Sapphire             |
| Metang                    | Metang                  | 375                        | Metálico  | Psíquico   | Metagross (#376)                | Ruby e Sapphire             |
| Metagross                 | Metagross               | 376                        | Metálico  | Psíquico   | Mega Evolução                   | Ruby e Sapphire             |
| Mega Metagross            | Mega Metagross          | 376                        | Metálico  | Psíquico   | Não evoluem                     | Omega Ruby e Alpha Sapphire |
| Regirock                  | Regirock                | 377                        | Pedra     | Pedra      | Não evoluem                     | Ruby e Sapphire             |
| Regice                    | Regice                  | 378                        | Gelo      | Gelo       | Não evoluem                     | Ruby e Sapphire             |
| Registeel                 | Registeel               | 379                        | Metálico  | Metálico   | Não evoluem                     | Ruby e Sapphire             |
| Latias                    | Latias                  | 380                        | Dragão    | Psíquico   | Mega Evolução                   | Ruby e Sapphire             |
| Mega Latias               | Mega Latias             | 380                        | Dragão    | Psíquico   | Não evoluem                     | Omega Ruby e Alpha Sapphire |
| Latios                    | Latios                  | 381                        | Dragão    | Psíquico   | Mega Evolução                   | Ruby e Sapphire             |
| Mega Latios               | Mega Latios             | 381                        | Dragão    | Psíquico   | Não evoluem                     | Omega Ruby e Alpha Sapphire |
| Kyogre                    | Kaiorga/Kyogre          | 382                        | Água      | Água       | Reversão Primitiva              | Ruby e Sapphire             |
| Kyogre Primitivo          | Genshi Kyogre           | 382                        | Água      | Água       | Não evoluem                     | Omega Ruby e Alpha Sapphire |
| Groudon                   | Groudon                 | 383                        | Terrestre | Terrestre  | Reversão Primitiva              | Ruby e Sapphire             |
| Groudon Primitivo         | Genshi Groudon          | 383                        | Terrestre | Fogo       | Não evoluem                     | Omega Ruby e Alpha Sapphire |
| Rayquaza                  | Rayquaza                | 384                        | Dragão    | Voador     | Mega Evolução                   | Ruby e Sapphire             |
| Mega Rayquaza             | Mega Rayquaza           | 384                        | Dragão    | Voador     | Não evoluem                     | Omega Ruby e Alpha Sapphire |
| Jirachi                   | Jirachi                 | 385                        | Metálico  | Psíquico   | Não evoluem                     | Ruby e Sapphire             |
| Deoxys                    | Deoxys                  | 386                        | Psíquico  | Psíquico   | Não evoluem                     | Ruby e Sapphire             |

### Formas de Galar
| Nome em inglês | Nome em japonês                     | Número do Pokédex Nacional | Tipo(s)  | Tipo(s)    | Evoluem em       |
| Nome em inglês | Nome em japonês                     | Número do Pokédex Nacional | Primário | Secundário | Evoluem em       |
| -------------- | ----------------------------------- | -------------------------- | -------- | ---------- | ---------------- |
| Zigzagoon      | Jiguzaguma (ジグザグマ, Jiguzaguma) | 263                        | Noturno  | Normal     | Linoone (#264)   |
| Linoone        | Massuguma (マッスグマ, Massuguma)   | 264                        | Noturno  | Normal     | Obstagoon (#862) |

## Recepção
Alex Carlson de Hardcore Gamer escreveram em 2014 que a terceira geração de jogos de Pokémon não foi bem recebida pelos fãs da série, com algumas pessoas chamando a geração de "a pior da história da série". Isso ocorreu em parte porque Ruby e Sapphire não permitiram que os jogadores transferissem seus Pokémon de gerações anteriores e por isso, muitos Pokémon mais antigos estavam completamente indisponíveis nos jogos até Pokémon FireRed e LeafGreen foram lançados alguns anos depois. Enquanto isso, muitos dos novos designs de Pokémon, como os Torchic, Feebas, Luvdisc, Castform e Clamperl, foram criticados por não serem originais.